# فلويد بريتون
فلويد بريتون (بالإسبانية: Floyd Britton Morrison)‏ هو سياسي بنمي، ولد في 21 أبريل 1937 في كولون (بنما) في بنما، وتوفي في 29 نوفمبر 1969. حزبياً، نشط في MLN-29 ‏.